# 소닉 드리프트
《소닉 드리프트》(Sonic Drift, 일본어: ソニックドリフト)는 1994년 3월 18일에 게임기어로 나온 일본판 게임이다. 이 게임에서는 소닉 더 헤지호그, 마일즈 테일즈 프라우어, 에이미 로즈, 그리고 닥터 에그맨이 출연한다.

## 게임플레이
게임은 주로 6개의 코스로 이루어지는 그랜드 프릭스에서 이루어지며, 일등을 하기 위해 링, 파워업 등을 모아야 한다. 각각의 사용가능한 플레이어들은 다른 포즈를 가지고 있으며, 두개의 링을 전제 삼아 특별 기술을 쓸 수 있다.
각 캐릭터의 차종은 다음과 같다.
소닉 더 헤지호그
- 차의 이름은 '사이클론'이며, 속도와 핸들링에서 강점을 보이지만 조작이 어렵다. 특별 기술은 스피드 부스트.

마일즈 "테일즈" 프라우어
- 1960년대 포뮬라 1의 외관을 하고 있으며, 이름은 'MTP*01 윌 윈드'다. 전체적으로 평형성을 갖추고 있으나 그 실력이 잘 안 보인다. 특별 기술은 코너링과 장애물을 피하기 쉬운 수퍼 점프.

닥터 에그맨
- 비행기형의 모습을 하고 있으며, 이름은 '에그 타이푼'. 최고의 속도와 코너링을 보이나 조작이 어렵고, 폭탄을 던질 수 있다.

에이미 로즈
- 노랑과 파랑이 더해진 빈티지 차량을 보여주고 있으며, 이름은 '산들바람'이다. 조절을 잘 할 수 있으나, 속도가 느리고 하트를 던져 다른 적들을 잠시 멈추게 할 수 있다.

소닉 드리프트는 에이미 로즈의 차에 많은 영향을 주었는데, 소닉 R과 소닉과 세가 올스타즈 레이싱에 다시 나타나는 등의 기회를 주었다.
코스들은 주로 소닉 1에서 나온 것과 같다.
이 게임의 무적 효과음은 소닉 CD에서 나온 "You Can Do Anything"을 베이스로 했다.

## 평가
이 게임은 평균의 평점을 받았는데, '패미컴 츄신'은 40점 만점의 19점[2]을 주었으며, 게임스팟은 소닉의 첫 카트 게임은 마리오 카트를 따르지 못하였다는 평론을 했다[3].

## 재출시
소닉 드리프트는 소닉 메가 콜렉션 플러스에서 재출시되었으며, 소닉 어드벤쳐 DX에서도 엑스트라로 나왔다.